# 东方田鼠
东方田鼠（学名：Microtus fortis）为仓鼠科田鼠属的动物。分布于欧亚大陆中北部，南至中国大陆，江西、陕西、安徽、内蒙古、甘肃、黑龙江、吉林、山东、江苏、四川、浙江、湖南、福建等地，一般生活于河湖岸、草甸、沼泽。该物种的模式产地在鄂尔多斯边缘黄河北岸。

## 亚种
- 东方田鼠江苏亚种（学名：Microtus fortis calamorum），Thomas于1902年命名，又名长江亚种。在中国大陆，分布于江西、安徽、山东、四川、江苏、福建、浙江、湖南等地。该物种的模式产地在南京附近长江北岸[3]。
- 东方田鼠指名亚种（学名：Microtus fortis fortis），Bunchner于1889年命名。在中国大陆，分布于甘肃、陕西、内蒙古等地。该物种的模式产地在鄂尔多斯边缘黄河北岸。[4]
- 东方田鼠福建亚种（学名：Microtus fortis fujianensis），Hong于1981年命名。在中国大陆，分布于福建等地。该物种的模式产地在福建建阳。[5]
- 东方田鼠乌苏里亚种（学名：Microtus fortis pelliceus），Thomas于1911年命名。在中国大陆，分布于黑龙江、吉林等地。该物种的模式产地在西伯利亚东部乌苏里地区。[6]